# 村山栞妃
村山 栞妃（むらやま れんり、1995年10月19日 - ）は、日本の元子役、女優である。
妹は村山彩希（AKB48チーム4）。
趣味は読書。特技はタップ、ジャズダンス。
スマイルモンキーに所属し、2005年ごろからタレント活動を始める。2005年公開の日本映画『狼少女』が映画初出演。また、2010年1月17日に開催されたイベント「うっきぃNewYear」で歌を披露していた。同事務所所属時に村山 れんりと改名した。

## 出演作品

### テレビ番組
- まるごと大全集 美空ひばり（2006年、NHKBS2）ひばり幼少期役

### 舞台出演
- オペラ アンドレア・シェニエ（2006年）
- マイクのある風景「リターンズ編」（2009年8月13日 - 16日)[要出典]

### CM
- 伊藤園「ミネラル麦茶」
- ソニー・コンピュータエンタテインメント「PlayStation Portable シンクロ編」
- 松下電工「はじめて編」
- みずほフィナンシャルグループ